# Hey Mama (canção de David Guetta)
"Hey Mama" é uma canção do DJ francês David Guetta, gravada para o seu sexto álbum de estúdio Listen (2014). Conta com a participação da rapper trinidiana-americana Nicki Minaj e da artista musical norte-americana Bebe Rexha, bem como a produção do DJ e produtor holandês Afrojack. A canção foi lançada em 16 de março de 2015 servindo como quarto single do álbum.

## Antecedentes e composição
"Hey Mama" é a terceira colaboração entre Guetta e Minaj, seguida por "Where Them Girls At" (com participação de Flo Rida) e "Turn Me On", singles do álbum Nothing but the Beat. Os artistas co-escreveram a canção com Ester Dean, Sean Douglas e Giorgio Tuinfort; este último co-produzido com Guetta e Afrojack. A introdução e pós-refrão apresenta uma amostra de destaque de "Rosie", interpretada por Alan Lomax.
Rexha explicou para a Billboard por que ela não foi inicialmente creditada como um artista participante na faixa: "Nós conversamos sobre isso - eu na verdade enviei um e-mail a Guetta falando sobre isso. Eu queria muito ser apresentada nisso, porque, você sabe, eu fui contratada e sai, e agora foi contratada pela uma segunda vez, por isso tem sido difícil. O que acabou acontecendo foi que parecia um monte de nomes no título, então eles queriam manter menos caracteres o quanto possível. Isso é o que me foi dito, e isso faz sentido para mim. Eu acho que mais de dois nomes não parece bom no rádio. É difícil ouvir a sua voz no rádio, em um refrão, sabendo que as pessoas pensam que é outro artista." Em maio de 2015, Rexha é creditada oficialmente em todas as versões da canção como artista participante.
"Hey Mama" é escrita na chave do Mi menor com um tempo de 86 batidas por minuto. Os vocais se extenden do A3 para o E5.

## Recepção

### Recepção crítica
"Hey Mama" foi bem recebido pela crítica, com muitos elogiando o ambiente "discoteca" da canção, porém com análises negativas sobre o seu conteúdo lírico. Bianca Gracie do Idolator descreveu-a como "uma enlouquecida canção electro-house/trap", notando Minaj "flow rap num tingido refúgio barulhento". Foi descrita por Direct Lyrics como uma "canção adequado a rádios produzida inteligentemente num refúgio EDM", enquanto Richard Baxter de Popology Now elogiou os estilos eletrônicos da faixa, descrevendo Bebe Rexha como a "estrela" de "Hey Mama" com seu "gancho-refrão forte".
Várias portais de música e críticos especializados escolheram "Hey Mama" como o destaque do álbum, com Billboard descrevendo-o como uma "geleia bombástica com sabor de ilha" e a Associated Press afirmando que Minaj e Afrojack produziram "um surpreendente colisão entre R&B e funk." Minaj, em particular, recebeu críticas positivas de seus vocais, com Newsday chamando a faixa do "maior sucesso indiscutível" de Minaj desde sua canção "Super Bass", e The Guardian descrevendo os vocais de Minaj como um destaque do álbum.
A letra da canção, por outro lado, têm sido alvo de críticas negativas, com vários críticos e comentaristas chamando-a de sexista. Katie Barnes do site Feministing descreveu o segundo verso da música ("Sim, eu cozinharei / Sim, eu limparei / Além disso, vou deixar tudo gostoso para você comer / Sim, você será o chefe, sim, eu respeitarei / O que você disser, pois o que você diz é lei") como "muito terrível", afirmando que "Não importa se o verso é acompanhado por uma batida estrondante, as letras ainda apresentar um ideal velho do que uma mulher deve ser e como ela deve tratar seu homem." Katherine Burks do The Lala chamou as letras de "uma grande merda terrivelmente misógina". Alex Kritselis da revista Bustle encontrou as letras "gravemente gemerem de indução", notando que "a vibe 'Eu vou fazer o que quiser, quando quiser' do conjunto" faz dela "mais do que um pouco desconfortável".

### Premios e indicações
"Hey Mama" hrecebeu três indicações: Best Collaboration na edição de 2015 do Teen Choice Awards, Song of Summer no MTV Video Music Awards de 2015, e Best Collaboration no MTV Europe Music Awards de 2015.

## Vídeo muscal
Dirigido por Hannah Lux Davis, o vídeo musical que acompanha a canção foi lançado em 19 de maio de 2015. O vídeo começa com Guetta caminhando através de um deserto com um grupo de pessoas para localizar uma máquina dentro da caixa. Cenas de uma Minaj holográfica intercala o vídeo, enquanto outras cenas incluem outras pessoas dançando, que estão envoltas em cortinas, enquanto durante o refrão, Guetta e os outros são vistos dirigindo em seus veículos através do deserto e que há uma parede com uma imagem, onde é possível ver Rexha sob o solo. Durante o refrão e a ponte, todos ficam malucos quando Minaj canta. O vídeo termina com uma imagem de um par de tubarões natação subaquáticos, onde as pessoas mergulham através de uma luz de néon com formato de coração. O vídeo termina com Guetta em pé sob o deserto. Afrojack também aparece no vídeo.

## Performances ao vivo
Em 17 de maio de 2015, Guetta e Minaj apresentam a canção pela primeira vez no Billboard Music Awards de 2015, após a apresentação do single de Minaj, "The Night Is Still Young". Em 30 de maio de 2015, Minaj e Rexha apresentaram a música juntas pela primeira vez no iHeartRadio Summer Pool Party 2015 em Las Vegas, junto com Guetta no palco.

## Faixas e formatos
- Download digital (Afrojack remix)[21]

1. "Hey Mama" (com participação de Nicki Minaj e Afrojack) (Afrojack Remix) – 3:17

- EP de remixes[22][23]

1. "Hey Mama" (com participação de Nicki Minaj, Bebe Rexha e Afrojack) (Afrojack Remix) – 3:17
2. "Hey Mama" (com participação de Nicki Minaj, Bebe Rexha e Afrojack) (GLOWINTHEDARK Remix) – 4:15
3. "Hey Mama" (com participação de Nicki Minaj, Bebe Rexha e Afrojack) (Noodles remix) – 5:02
4. "Hey Mama" (com participação de Nicki Minaj, Bebe Rexha e Afrojack) (Modern Machines Remix) – 4:11
5. "Hey Mama" (com participação de Nicki Minaj, Bebe Rexha e Afrojack) (DJ LBR Remix) – 3:23
6. "Hey Mama" (com participação de Nicki Minaj, Bebe Rexha e Afrojack) (Club Killers Remix) – 4:01
7. "Hey Mama" (com participação de Nicki Minaj, Bebe Rexha e Afrojack) (Extended Remix) – 4:42
8. "Hey Mama" (com participação de Nicki Minaj, Bebe Rexha e Afrojack) (Davoodi Remix) – 2:53

## Desempenho nas paradas musicais
| Tabela musical (2015)                             | Melhor posição |
| ------------------------------------------------- | -------------- |
| Austrália (ARIA)                                  | 5              |
| Áustria (Ö3 Austria Top 75)                       | 5              |
| Bélgica (Ultratop 50 de Flandres)                 | 9              |
| Bélgica (Ultratop 50 da Valônia)                  | 9              |
| Canadá (Canadian Hot 100)                         | 9              |
| República Checa (Rádio Top 100)                   | 31             |
| República Checa (Singles Digitál Top 100)         | 4              |
| Dinamarca (Hitlisten)                             | 13             |
| Finlândia (Suomen virallinen lista)               | 6              |
| França (SNEP)                                     | 6              |
| O campo songid é OBRIGATÓRIO PARA PARADA ALEMÃ    | 9              |
| Grécia (Billboard Digital Songs)                  | 1              |
| Hungria (Dance Top 40)                            | 3              |
| Hungria (Rádiós Top 40)                           | 5              |
| Hungria (Single Top 40)                           | 8              |
| Irlanda (IRMA)                                    | 5              |
| Israel (Media Forest)                             | 3              |
| Itália (FIMI)                                     | 13             |
| Japão (Japan Hot 100)                             | 82             |
| Líbano (Lebanese Top 20)                          | 2              |
| Países Baixos (Dutch Top 40)                      | 12             |
| Países Baixos (Single Top 100)                    | 10             |
| Nova Zelândia (Recorded Music NZ)                 | 5              |
| Noruega (VG-lista)                                | 13             |
| Escócia (Scottish Singles Chart)                  | 8              |
| Espanha (PROMUSICAE)                              | 9              |
| Suécia (Sverigetopplistan)                        | 6              |
| Suíça (Schweizer Hitparade)                       | 10             |
| Reino Unido (UK Singles Chart)                    | 9              |
| Reino Unido (OCC UK R&B)                          | 2              |
| Estados Unidos (Billboard Hot 100)                | 8              |
| Estados Unidos (Billboard Dance/Electronic Songs) | 1              |
| Estados Unidos (Billboard Adult Top 40)           | 34             |
| Estados Unidos (Billboard Dance Club Songs)       | 30             |
| Estados Unidos (Billboard Mainstream Top 40)      | 2              |
| Estados Unidos (Billboard Rhythmic)               | 1              |

| Tabela musical (2015)                         | Melhor posição |
| --------------------------------------------- | -------------- |
| Austrália (ARIA)                              | 47             |
| Alemanha (Official German Charts)             | 34             |
| Israel (Media Forest)                         | 27             |
| Itália (FIMI)                                 | 37             |
| Nova Zelândia (Recorded Music NZ)             | 34             |
| Reino Unido (Official Charts Company Singles) | 54             |
| Estados Unidos (Billboard Hot 100)            | 31             |
| Estados Unidos (Billboard Rhythmic)           | 39             |

## Histórico de lançamento
| País           | Data                | Formato           | Gravadora                   |
| -------------- | ------------------- | ----------------- | --------------------------- |
| Mundo          | 16 de março de 2015 | Download digital  | What A Music                |
| Estados Unidos | 17 de março de 2015 | Rádios mainstream | Atlantic Records Parlophone |
| Reino Unido    | 4 de maio de 2015   | Rádios mainstream | Parlophone                  |
| França         | 4 de maio de 2015   | Download digital  | Parlophone                  |
| Alemanha       | 5 de junho de 2015  | CD single         | Parlophone                  |